# Nachtarbeit

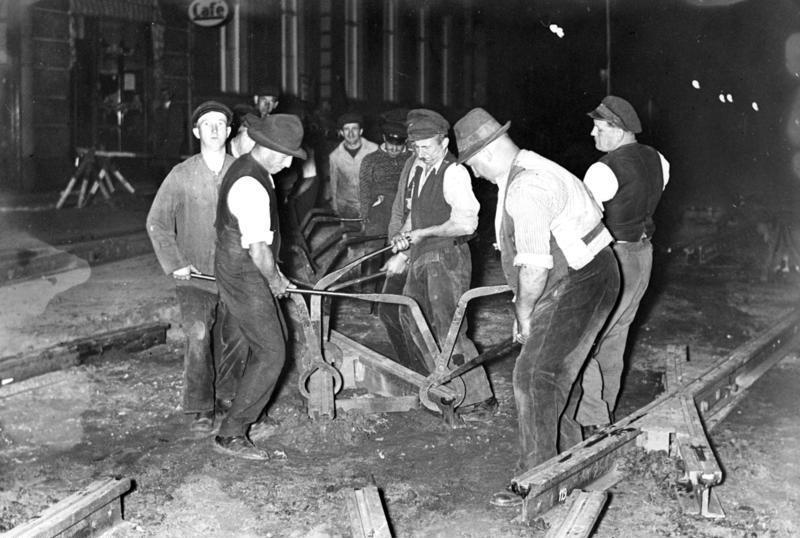
Nächtliche Gleisbauarbeiten bei der BVG, 1930

Als Nachtarbeit gilt Arbeit in der Nacht, die Regelungen zum konkreten Zeitraum variieren. In Deutschland ist sie genehmigungsfrei, während in der Schweiz für die Bewilligung ein Bedürfnisnachweis und ein Nachweis der Gesundheitsvorsorge notwendig ist. In Österreich wurde das bis dahin geltende Nachtarbeitsverbot für Frauen 2002 aufgehoben.

## Deutschland
In Deutschland steht es prinzipiell jedem Arbeitgeber frei, seinen volljährigen Arbeitnehmern – unabhängig von Alter und Geschlecht – Nachtarbeit ohne behördliche Genehmigung und ohne zwingendes Erfordernis anzuordnen. Diese sehr liberale Regelung steht im Gegensatz zur Sonntagsruhe, die in Deutschland rigide gesetzlich geregelt ist. Die einzigen Einschränkungen sind der Tarifvertrag, die Zustimmung des Betriebsrats, das Mutterschutzgesetz, das Jugendarbeitsschutzgesetz und die wenigen arbeitsmedizinischen Regelungen des Arbeitszeitgesetzes.

### Regelungen des Arbeitszeitgesetzes
Die Nachtarbeit ist in § 2 und § 6 des Arbeitszeitgesetzes geregelt:
- Definition: Nachtarbeit ist die Arbeitszeit von 23 bis 6 Uhr, bei Bäckereien von 22 bis 5 Uhr. Leistet ein Arbeitnehmer seine Arbeit zu mehr als zwei Stunden während dieses Zeitfensters, gilt seine gesamte Arbeit als Nachtarbeit.
- Rechte des Arbeitnehmers: Bei Nachtarbeit hat ein Arbeitnehmer unter 50 Jahren alle drei Jahre, ein Arbeitnehmer über 50 Jahre jährlich das Recht auf arbeitsmedizinische Untersuchungen, die vom Arbeitgeber bezahlt werden müssen. Alternativ kann jedoch der Arbeitgeber veranlassen, dass die arbeitsmedizinischen Untersuchungen durch einen betriebsinternen Arzt vorgenommen werden.

Eine Umstellung von Nachtarbeit auf normale Arbeitszeiten kann ein Arbeitnehmer beantragen, wenn eine Gefährdung seiner Gesundheit durch die Nachtarbeit besteht. Des Weiteren kann eine Umstellung erfolgen, wenn der Arbeitnehmer ein Kind unter zwölf Jahren ohne Betreuung oder einen schwer Pflegebedürftigen in der Familie hat.

### Anderweitige Regelungen
In Tarifverträgen könne engere Regelungen vereinbart werden. Beispielsweise gilt im Öffentlichen Dienst bereits zwischen 21 und 6 Uhr geleistete Arbeit als Nachtarbeit.

## Schweiz
In der Schweiz verbietet das Arbeitsgesetz (Art. 16 ff.) die Nachtarbeit. Ausnahmen sind bewilligungspflichtig, sofern sie nicht durch das Gesetz explizit erwähnt sind (z. B.: Spitäler, Zirkusse etc.). Für regelmäßige Nachtarbeit muss ein wirtschaftliches oder technisches Bedürfnis nachgewiesen werden, für vorübergehende Nachtarbeit ein dringendes Bedürfnis.

## Österreich
In Österreich wurde 2002 das Nachtarbeitsverbot für Frauen von 1885 aufgehoben, da es dem Gleichheitsgrundsatz der Europäischen Union widersprach. Eine entsprechende Übergangsfrist war Ende 2001 ausgelaufen.
Definition
- Nachtarbeit fällt in der Zeit von 22 bis 5 Uhr an.
- Als Nachtarbeitnehmer gelten Personen, die in mindestens 48 Nächten im Jahr mindestens drei Stunden pro Nacht arbeiten.

Anspruch auf unentgeltliche Untersuchungen
- Ein Anspruch besteht bei Arbeiten zwischen 22 und 6 Uhr, wenn diese 30 Nächte im Jahr durchgeführt werden.
- Ein Recht auf die Untersuchung besteht vor der Aufnahme der Tätigkeiten und danach alle zwei Jahre.
- Nach dem vollenden 50. Lebensjahr oder nach 10 Jahren Nachtarbeit ist die Untersuchung jährlich durchzuführen.

Rechtsanspruch auf Versetzung zur Tagesschicht besteht,
- wenn sich die Gesundheit des Nachtarbeitnehmers verschlechtert.
- wenn die betreffende Person ein Kind unter zwölf Jahren oder eine Person zu pflegen hat.

Versetzungsschutz
- Die Versetzung von einem Tages- auf einen Nachtarbeitsplatz ist nur mit Zustimmung des Arbeitnehmers möglich.[3]

## Nachtarbeitsverbote
1906 unterzeichneten 13 europäische Staaten das Berner „Abkommen über das Verbot der Nachtarbeit der gewerblichen Arbeiterinnen“, nachdem einige Länder bereits entsprechende Regelungen getroffen hatten (siehe Jahreszahlen in Klammern): Belgien, Dänemark, Deutschland, Griechenland, Großbritannien (1844), Frankreich (1892), Irland, Italien, Luxemburg, die Niederlande (1892), Österreich-Ungarn (1885), Schweden und die Schweiz (1877). Auch Russland verbot Frauennachtarbeit 1897. In Schweden erfolgte die Umsetzung allerdings erst 1909. Ab den 1980er Jahren wurden die Gesetze wieder aufgehoben.
In Deutschland galt bis 1992 ein Nachtarbeitszeitsverbot für Frauen, basierend auf der Arbeitszeitverordnung von 1891. Es untersagte die Beschäftigung von Arbeiterinnen zwischen 20 und 6 Uhr, in mehrschichtigen Betrieben zwischen 23 und 5 Uhr, aus sittlichen und gesundheitlichen Gründen. Es wurde erst durch ein Urteil des Bundesverfassungsgerichts aufgehoben.

## Gesundheitliche Risiken
Neueste Forschungsergebnisse zeigen Hinweise auf eine Korrelation von Nachtarbeit und Krebserkrankungen. Größere Bedeutung wird dabei insbesondere den bei Nacht- und Schichtarbeit veränderten Melatoninspiegeln beigemessen. Die Störung der physiologischen circadianen Rhythmik führt unter anderem zu einer eingeschränkten Melatoninproduktion und folglich erniedrigten Spiegeln. Die Internationale Agentur für Krebsforschung (IARC) führt Nacht- und Schichtarbeit seit dem 5. Dezember 2007 in der offiziellen Liste wahrscheinlich krebserregender Agenzien („probably carcinogenic to humans“).